# بيت علي حسين (بني مطر)

تعديل مصدري - تعديل

بيت علي حسين هي إحدى قرى عزلة شهاب الأسفل بمديرية بني مطر التابعة لمحافظة صنعاء، بلغ تعداد سكانها 140 نسمة حسب تعداد اليمن لعام 2004.